# راديو غالاكسي زو

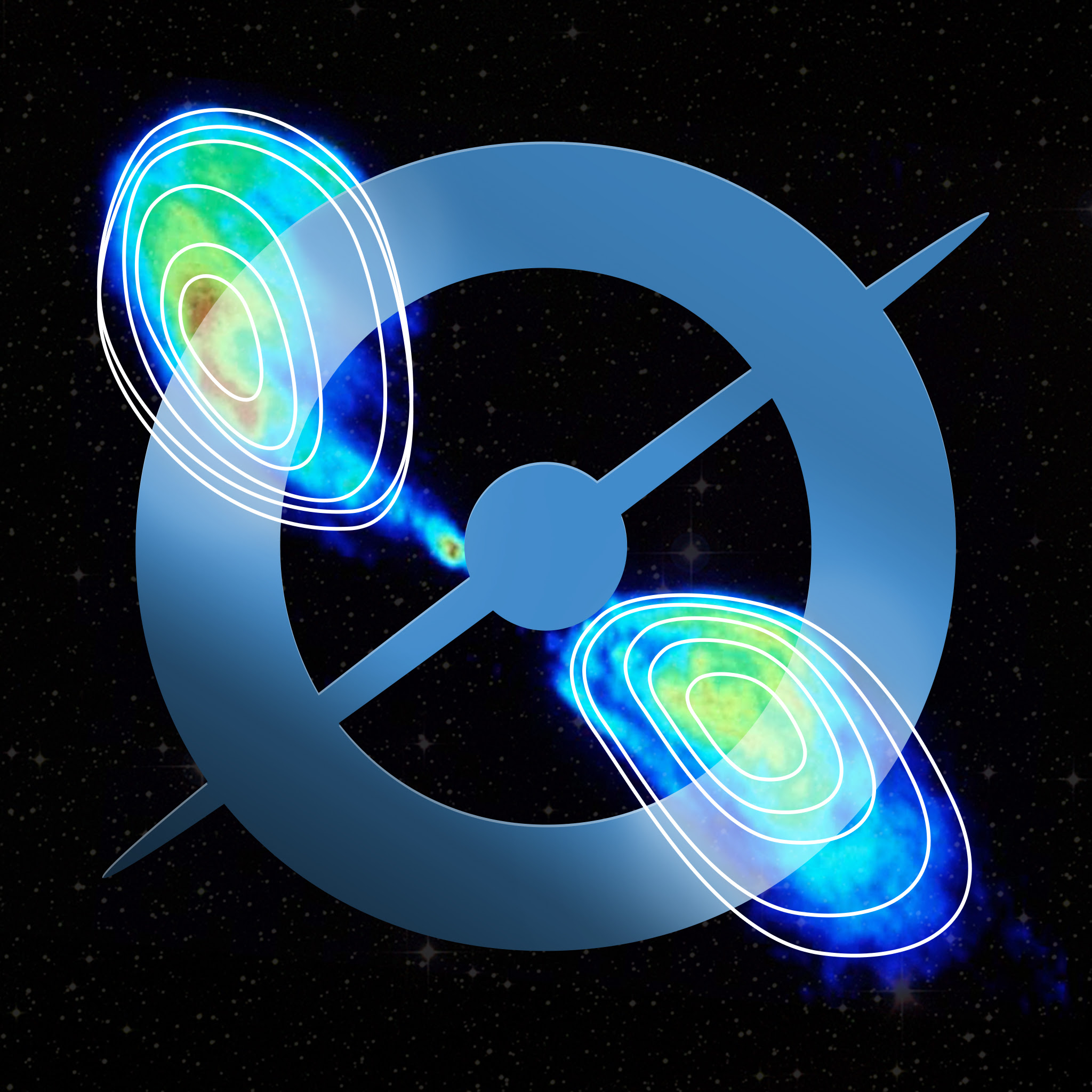

راديو غالاكسي زو هو مشروع علمي للمدنيين على الإنترنت لمحاولة تحديد مواقع الثقوب السوداء في المجرات البعيدة. تستضيفه بوابة الويب زونيفيرس. يريد الفريق العلمي تحديد الثقوب السوداء والمقذوفات الصادرة عنها وربطها بالمجرات المضيفة. ويأملون ببناء صورة أكثر كمالًا عن الثقوب السوداء بمختلف مراحلها وأصولها بواسطة العدد الكبير من التصنيفات التي يقدمها المدنيون. أطلق راي نوريس المشروع في عام 2010 بالتعاون مع فريق زونيفيرس، أُطلق هذا المشروع بسبب الحاجة التعرف على الملايين من المصادر الراديوية خارج المجرة والتي ستُكتشف بواسطة خريطة تطور الكون القادمة. يقود المشروع حاليًا العالمان جولي بانفيلد وإيفي وانغ. بدأ العمل الفعلي في المشروع في ديسمبر عام 2013.